# Mört
Mörten (Rutilus rutilus) är en sötvattens- och bräckvattenfisk tillhörande familjen karpfiskar. 
Mörten är en av Sveriges vanligaste sötvattensfiskar. Den finns över hela landet. Mörten lever som regel i kanten av sjön, men om vattnet är grumligt kan de också hålla sig längre ut från stranden. 
Mörten är normalt sett en liten fisk som oftast inte blir mer än cirka 20 cm lång, men den kan bli upp till 50 cm. Den väger vanligen inte mer än ett halvt kilo. Kroppen har en blåaktig silvertonad färg som övergår i vitt vid magen. Fenorna är röda, rygg- och analfenan har 12–14 strålar. Mörten har 39–49 fjäll längs sidolinjeorganet. Den kan kännas igen genom de näst intill röda ögonen, men både fenor och ögon kan vara mycket bleka i vissa miljöer.
Mörtens utbredningsområde sträcker sig över hela Europa, förutom området kring medelhavet, och även österut in i Sibirien. I Östeuropa och Asien finns ett flertal underarter, några kring Kaspiska och Svarta havet med anadrom vandringscykel. Runt medelhavet och i nordvästra delen av Spanien och Portugal finns flera närbesläktade arter utan överlappande utbredning. Mörten har även inplanterats i Australien under 1860–1880-talen för sportfiske. Mörten används ofta som bete för gäddfiske, främst på vintern genom angling.
Mörten leker från slutet av april, in i maj och juni och kan då lägga upp till 100 000 ägg, som kläcks efter 4 till 10 dagar. Mörten anpassar sig efter de lokala förutsättningarna och äter växtdelar såsom mossa och alger i djupare vatten eller små blötdjur, insektslarver och insekter som den fångar på vattenytan. Bland mörtens naturliga fiender finns abborre, gös och gädda. Mörten lever i cirka 25 år.
I Sverige finns det ett stort antal sjöar som är benämnda efter mörten. I Sverige hör mört dock inte längre till de mer uppskattade matfiskarna (till skillnad från bland annat Östeuropa), men den är viktig som föda för rovfiskar som gäddor. Mört används ofta som agn för att fånga annan fisk. 
Mörten har inplanterats i sjöar, som tidigare varit skadade av försurande nederbörd. Sjöarna har återställts med omfattande kalkning. Mörten tjänar som biologisk logg, de klarar fortplantningen om pH-värdet hålls rimligt högt. 

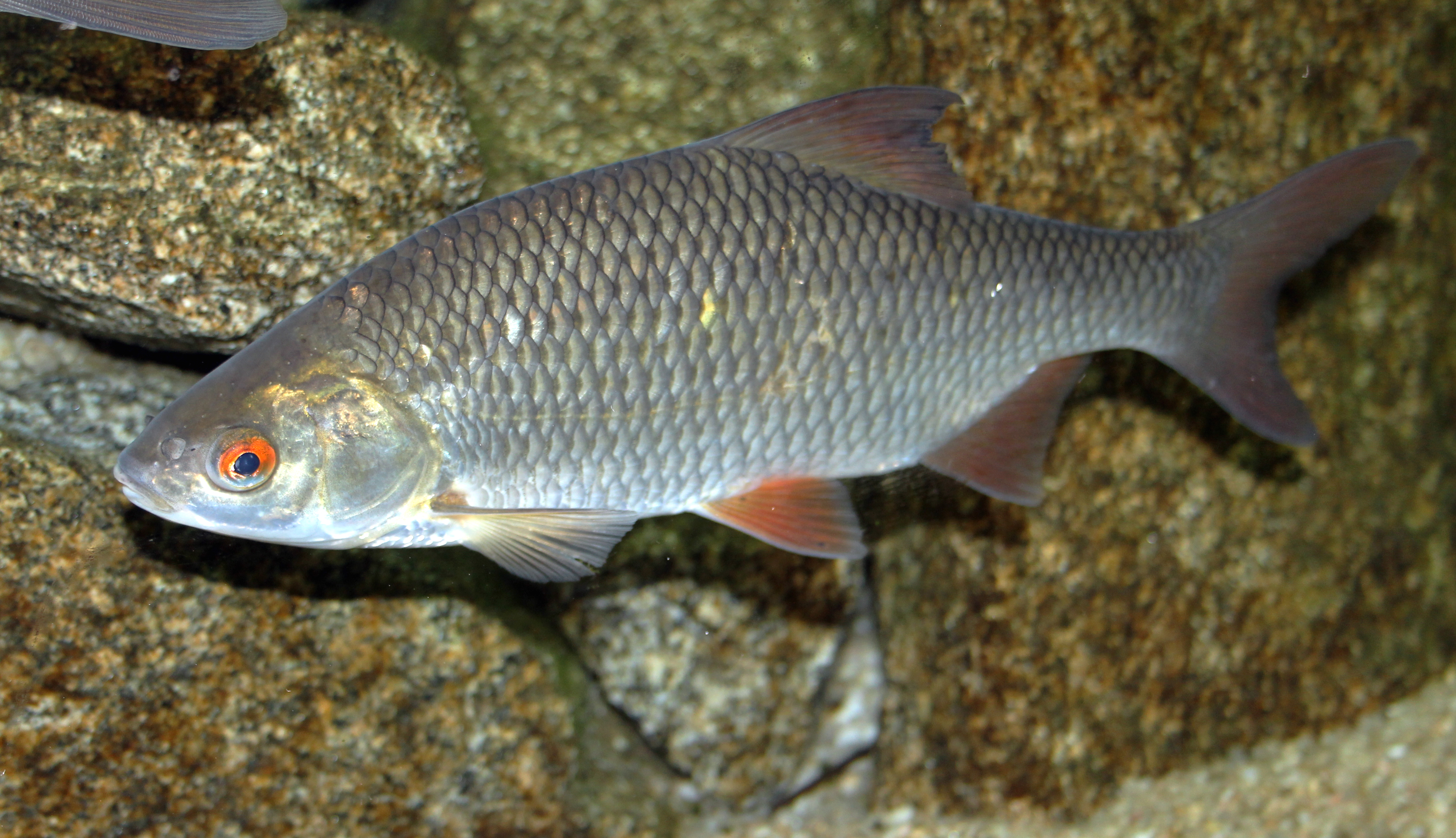
Mört i akvarium.